# Johannes Willebrands
Johannes Gerardus María Willebrands (Bovenkarspel, Países Bajos, 4 de septiembre de 1909 - 2 de agosto de 2006) fue cardenal, presidente del Pontificio Consejo para la Promoción de la Unidad de los Cristianos.

## Biografía

### Formación
Realizó estudios en el  Angelicum de Roma.

### Sacerdocio
Fue ordenado sacerdote el 26 de mayo de 1934.
Tras sus estudios, regresó a Holanda en 1937 y sirvió como capellán de la iglesia de Begijnhof en Ámsterdam y en 1940 fue profesor de filosofía en el seminario mayor de Warmond. Cinco años más tarde se convirtió en rector. 
Demostró un interés muy activo en la causa de la unidad de los cristianos como presidente de la Asociación de San Willibrord que promovió el ecumenismo en Holanda y en 1951 organizó una Conferencia Católica sobre Cuestiones Ecuménicas. 
El 24 de junio de 1960 el papa Juan XXIII lo nombró secretario de la recién establecida Secretaría para la Unión de los Cristianos. 
Durante los trabajos del Concilio Vaticano II, bajo la guía del cardenal Agostino Beadella, preparó los documentos pertinentes sobre ecumenismo, libertad religiosa y relaciones con las religiones no cristianas.

### Episcopado
Fue nombrado obispo titular de Mauriana en 4 de junio de 1964 y recibió la ordenación episcopal el 28 de junio de 1964 por el papa Pablo VI.
El 12 de abril de 1969 el Papa Pablo VI lo nombró Presidente del Secretariado para la Unión de los Cristianos.
El 6 de diciembre de 1975 fue promovido a arzobispo de Utrecht y primado de Holanda, continuando al mismo tiempo como presidente del Secretariado para la Unión de los Cristianos.
Fue Presidente de la Conferencia Episcopal holandesa (1975-1982) y también vicario militar para los Países Bajos.
Actuó como primer Presidente Delegado en el Sínodo Especial de los Obispos holandeses, en 1980.
El 3 de diciembre de 1983 renunció como arzobispo de Utrecht.
Actuó como Presidente Delegado en la II Asamblea Extraordinaria del Sínodo de los Obispos, del 24 de noviembre al 8 de diciembre de 1985. Desde 1988 fue también Camarlengo del Colegio Cardenalicio.
Desde el 12 de diciembre de 1989 fue presidente emérito del Consejo Pontificio para la Promoción de la Unidad de los Cristianos.

### Cardenalato
Fue creado y proclamado cardenal por Pablo VI en el Consistorio de 28 de abril de 1969, con el título de S. Sebastiano Alle Catacumbas (San Sebastián en las Catacumbas).
Con motivo del centenario de su nacimiento, se organizaron dos simposios en memoria de Willebrands, uno en Utrecht y otro en Roma, para estudiar su relevante papel en el ecumenismo.

## Obras publicadas
- J. G. M. Willebrands (1992). Church and Jewish People: New Considerations. Paulist Press. ISBN 9780809104567.
- Jan Willebrands (2013). Inventaire des archives personnelles du Cardinal J. Willebrands: secrétaire (1960-1969) et président (1969-1989) du secrétariat pour l'unité des chrétiens, archevêque d'Utrecht (1975-1983). Faculteit Theologie en Religiewetenschappen - Petters. ISBN 9789042929593.